# Carlos Forcada Sors
Carlos Forcada Sors (Vic, 1870-1954) fue un farmacéutico, periodista y político español.

## Biografía
Militante carlista, dirigió durante los primeros años del siglo xix el periódico tradicionalista vicense Ausetania y fue concejal en el Ayuntamiento de Vic entre 1904 y 1909.
En 1913 inauguró un Laboratorio de Higiene para uso del partido judicial de Vic, destinado al análisis químico y bacteriológico, que contaba con máquinas de rayos X.
Se adhirió a la facción mellista del tradicionalismo en 1919 y años después apoyó el directorio militar de Primo de Rivera, que lo nombró jefe de la sección vicense de la Unión Patriótica. Fue también elegido diputado provincial en 1924. Forcada era partidario de una actitud más comprensiva con los catalanistas, a diferencia del alcalde, el también tradicionalista Juan Comella Colom, que llevó a cabo medidas represivas contra ellos.
Presidió la Junta de la Cámara Oficial de la Propiedad Urbana de Vich. Fue además miembro del Círculo Literario de la ciudad e impulsó la primera Escuela de Artes y Oficios, así como la Biblioteca Jaime Balmes.
La Gazeta de Vich lo describió en estos términos: 

El Sr. Forcada es un hombre modesto, pero de brillante historia. Él fue uno de los primeros en hacer en Vich, y a gran escala, experimentos químicos; dilettanti musical, nos recreaba con el violoncello en aquellas memorables veladas del Círculo Literario; hombre de fuerte posición económica, tuvo bastante empeño y desinterés por introducir en Vich, antes que ningún otro, los rayos X y la navegación; periodista brillante, todo el mundo recuerda sus buenos tiempos de director de La Comarca Leal, y las importantes polémicas en las que intervino; más tarde regidor, también en la Casa de la Ciudad desarrolló sus iniciativas, algunas de las cuales fueron objeto de fuerte discusión. En reñido concurso obtuvo la plaza de Director del Laboratorio de Higiene del partido de Vich, donde se ha hecho bien patente su actividad. Es además, actualmente, Presidente de la Cruz Roja y Director de la Escuela de Artes y Oficios. Por tanto creemos que podrá defender un buen papel en las tareas de la nueva Diputación, y lo felicitamos de veras.
(traducido del catalán)

Se casó con Dolores Homs Balmes. Uno de sus nietos es el pintor José María Forcada Casanovas, a quien Carlos Forcada introdujo en el mundo del arte.